# پیتویی گونه‌گون شمالی
پیتویی گونه‌گون شمالی (نام علمی: Pitohui kirhocephalus) نام یک گونه از سرده پیتویی است.